# Ofer Zeitouni
Ofer Zeitouni  (* 23. Oktober 1960 in Haifa) ist ein israelisch-amerikanischer Mathematiker, der sich mit Wahrscheinlichkeitstheorie befasst.

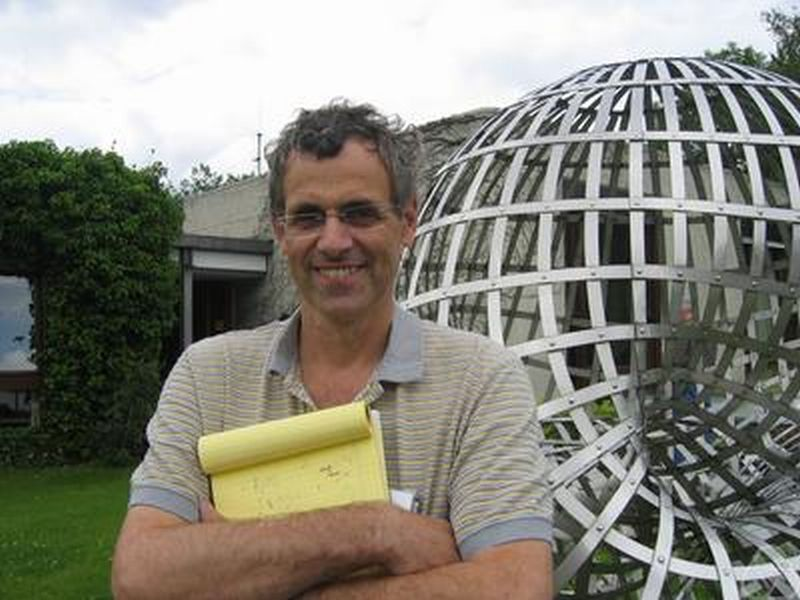
Ofer Zeitouni, Oberwolfach 2008

## Leben
Zeitouni studierte Elektrotechnik am Technion mit dem Bachelor-Abschluss summa cum laude 1980 und er wurde 1986 bei Moshe Zakai am Technion in Elektrotechnik promoviert (Bounds on the Conditional Density and Maximum a posteriori Estimators for the Nonlinear Filtering Problem). Als Post-Doktorand war er Visiting Assistant Professor an der Brown University und am Laboratory for Information and Decision Systems am MIT. Er lehrte am Technion (ab 1989 als Senior Lecturer, 1991 Associate Professor und 1997 Professor in der Fakultät für Elektrotechnik, ab 1999 zusätzlich in der mathematischen Fakultät), an der University of Minnesota-Minneapolis und ist Professor am Weizmann-Institut sowie Global Distinguished Professor am Courant Institute.
Er befasst sich mit stochastischen Prozessen und Filtertheorie mit Anwendungen in Kommunikation und Kontrolltheorie (Elektrotechnik), Theorie großer Abweichungen in der Wahrscheinlichkeitstheorie und Spektraltheorie von Zufallsmatrizen.
Er war Invited Speaker auf dem Internationalen Mathematikerkongress in Peking 2002 (Random Walks in Random Environments). Zeitouni ist Fellow der American Mathematical Society und seit 2019 Mitglied der American Academy of Arts and Sciences, seit 2020 der National Academy of Sciences.
Er ist verheiratet und hat zwei Kinder.

## Schriften
- mit Greg W. Anderson, Alice Guionnet: Introduction to Random Matrices, Cambridge University Press 2010
- mit Amir Dembo: Large Deviation Techniques and applications, Springer 1998, 2010